# Yvecrique
Yvecrique település Franciaországban, Seine-Maritime megyében. Lakosainak száma 629 fő (2022. január 1.). Yvecrique Amfreville-les-Champs, Doudeville, Étoutteville, Grémonville és Harcanville községekkel határos.

## Népesség
A település népessége az elmúlt években az alábbi módon változott:
| Lakosok száma | 668  | 654  | 652  | 644  | 643  | 640  | 636  | 632  | 629  |
|               | 2013 | 2015 | 2016 | 2017 | 2018 | 2019 | 2020 | 2021 | 2022 |